# Hands Productions
La Hands Productions, anche conosciuta come Hands, è un'etichetta discografica indipendente tedesca di musica di derivazione elettronica e post-industrial. Dagli inizi degli anni '90 in poi fu una delle etichette di riferimento per generi come Power noise, Aggrotech, Dark electro, EBM e Futurepop. Oggi è considerata tra le etichette pioniere dell'elettronica contemporanea.

## Storia della Hands Productions

### 1990-1993: La nascita della Hands Tapes
Sul finire degli anni '80, anche all'interno della cultura post-industriele, era andata sempre più consolidandosi la pratica della cassette culture, con musicisti e sperimentatori che in tutto il mondo, con spirito DIY, fondavano etichette e nuovi progetti musicali usando il circuito postale per divulgare le proprie produzioni. Venne così a formarsi quello che Vittore Baroni chiamava il "Tape network": "se l'industrial è stato il punk della musica elettronica, il Tape network e i suoi rumoristi da stanzetta da letto sono stati il punk della cultura industriale". È in questo contesto che Udo Wiessmann rilasciò le sue prime produzioni su cassetta dal suo appartamento di Fürth in Franconia con l'etichetta Hands Tapes. Le prime produzioni del sup progetto personale chiamato Atrum risalivano al 1990 con album come Sacrum (Hands Tapes, C000), Fanum (Hands Tapes, C001), Atrum  (Hands Tapes, C002). Sempre in questo primo periodo Udo Wiessmann inizia ad usare lo pseudonimo di Winterkälte con cui sarà conosciuto in seguito.
Nel 1992 curò e pubblicò invece le due compilazioni Forms (Hands Tapes) e 1654 The Cave (Hands Tapes), racchiudendo così band vicine a questo circuito con nomi nazionali come Zoon Politicon, Metronic, De Profundis, Drunkness, Verbrannte Erde, e stranieri come i Doc Wör Mirran di San Francisco. Altre compilazioni su cassetta di questo periodo portavano già il nuovo nome "Hands Productions" che caratterizzerà l'etichetta in futuro.

### 1994-1999: La Hands Productions nel passaggio ai formati su vinile e CD
Se è vero che il termine "Power noise" (anche chiamato rhythmic noise) verrà coniato solo nel 1997, molti degli artisti che poi tracceranno le linee estetiche del genere musicale che più caratterizzerà la Hands Productions comparivano già nelle compilazione su cassetta di questo periodo.
Forte di un piccolo bagaglio di esperienza delle prime produzioni, nel 1994 la Hands Productions rilascia la prima pubblicazione su CD con l'album Naturecide del trio Severance che comprendeva Udo Schubert, Eric De Vries ed Udo Wiessmann, a cui seguì la compilazione su CD intitolata 1654 The Cave I (1994) che vedeva tra le band i Kirlian Camera, gli Insekt, i Dive, i Clock DVA, i Raison d'être, Ah Cama-Sotz ed i TAC. Ma in questo periodo, eccezion fatta per le compilazioni, la Hands era principalmente il braccio produttivo dello stesso Wiessmann, ed il primo vinile fu appunto il 7" omonimo di Winterkälte del 1995. Il disco conteneva alcune registrazioni del concerto di supporto agli Esplendor Geométrico, padri putativi del Power noise, e dei Dive, altra band anticipatrice del genere. Le tre band assieme a Deutsch Nepal e Mental Destruction erano poi inserite nel cofanetto-compilazione successivo pubblicato in LP ed intitolato 2/3 (1996). Sempre dello stesso anno fu Global Pattern (1996), un picture disc su split 7" di Salt e Winterkälte, che fu la prima co-produzione con la Ant-Zen, altra etichetta seminale a metà tra rumorismo post-industriale ed IDM.
Nella seconda metà degli anni '90 la Hands Productions era ormai diventata un nome importante nella scena post-industriale internazionale e cominciò a produrre gli album dei musicisti e DJ che caratterizzeranno il suono ed il nome dell'etichetta negli anni successivi: il belga Ah Cama-Sotz con Épithaphe (1997), Murder Themes & Terra Infernalis (1999) e Terra Infernalis (1999), i tedeschi P·A·L con Remote (1997), i canadesi Orphx con Vita Mediativa (1999), gli spagnoli Proyecto Mirage con il primo omonimo album (1999).
Ma il 1999 fu anche l'anno che vide la nascita di uno dei più importanti festival power noise, il Maschinenfest, che fin dalla sua prima edizione vedeva la partecipazione di band della Heands Production come Winterkälte, P·A·L ed Ah Cama-Sotz. Ma le band della Hands diventeranno ospiti fissi del festival fino alla sua ultima edizione avvenuta nel 2018.

### 2000-2010: L'espansione della scena
Il nuovo millennio fu inaugurato con il cofanetto/compilazione 2000 Hands che vedeva, oltre ad autori già pubblicati in passato dell'etichetta, anche delle nuove entrate come l'italiano Typhoid, il tedesco Xabec, il progetto drum & noise inglese Needle Sharing, la power electronics di Schachtanlage Gegenort e poi i MS Gentur. Ma nello stesso anno entrarono altri artisti che divennero in seguito importanti nell'elettronica rumoristica da ballo come m² (progetto drum & noise di Mathis Mootz aka Panacea), Mono No Aware (progetto rhythmic noise di Leif Künzel) e poi S.I.N.A (progetto rhythmic noise di Stefan Böhm e Sina Hübner)

## Forms of Hands
Oltre al lavoro che l'etichetta svolge come produttore di CD e Vinili, ogni anno organizza un festival che si chiama Forms of Hands dal quale viene pubblicata una compilation con estratti dei concerti presentati.

### Filmografia
- Amélie Ravalec e Travis Collins, Industrial Soundtrack For The Urban Decay, su Vimeo, 2014,  a 00 min 00 s.